# محمد التازي مصانو
محمد التازي مصانو (1921 - 28 ديسمبر 2020) أحد رواد الموسيقى الأندلسية بالمغرب. كان عضوا في جوق المطيري، الذي أسسه أحمد الوكيلي بفاس، وذلك لمدة 11 سنة، وهو متخصص في العزف على آلة الرباب، كما مارس التدريس بالمعهد الموسيقي (دار عديل) بفاس، وهو من جيل أحمد الوكيلي وعبد الكريم الرايس، وتتلمذ على يد محمد المطيري ومحمد البريهي، وترأس الجوق الذي يحمل اسم أحد شيوخه (جوق محمد المطيري)، ووثق مع هذه المجموعة العديد من ميازين الآلة الأندلسية.
كُرّم محمد التازي مصانو في الدورة العاشرة لملتقى هواة الموسيقى الأندلسية بطنجة في 2019، وأيضًا في المهرجان الوطني للموسيقى الأندلسية بفاس عام 1998.

## وفاته
توفي يوم الاثنين 28 ديسمبر 2020 ميلاديّا، الموافق 13 جمادى الأولى 1442هجريا، عن عمر ناهز 100 عامًا، بعد معاناته مع المرض.